# IC 1169
IC 1169 ist eine Spiralgalaxie vom Hubble-Typ Sb im Sternbild Serpens am Himmelsäquator. Sie ist schätzungsweise 154 Millionen Lichtjahre von der Milchstraße entfernt und hat einen Durchmesser von etwa 45.000 Lj.

Im selben Himmelsareal befinden sich u. a. die Galaxien NGC 6065 und NGC 6066.
Das Objekt wurde am 16. Mai 1888 von Lewis Swift entdeckt.